# غاري مارشال
غاري مارشال (بالإنجليزية: Garry Marshall)‏ (مواليد 13 نوفمبر 1934 في برونكس - 19 يوليو 2016)، هو ممثل أمريكي بدأ مسيرته الفنية عام 1961. هو أيضاً كاتب سيناريو ومخرج ومنتج. درس في جامعة نورث وسترن في.
فارق المخرج التلفزيوني والسينمائي الشهير غاري مارشال Garry Marshall الحياة عن عمر ناهز الـ81 عاماً في مستشفى بوربنك في كاليفورنيا.

## الأعمال
- امرأة جميلة
- جورجيا رول
- عيد الحب
- ليلة رأس السنة
- عيد الأم
- الحب
- زوجة
- أصبع الذهب
- بينكي وبرين
- لم تقبل من قبل

## روابط خارجية
- غاري مارشال على موقع IMDb (الإنجليزية)
- غاري مارشال على موقع الموسوعة البريطانية (الإنجليزية)
- غاري مارشال على موقع روتن توميتوز (الإنجليزية)
- غاري مارشال على موقع مونزينجر (الألمانية)
- غاري مارشال على موقع ألو سيني (الفرنسية)
- غاري مارشال على موقع ميوزك برينز (الإنجليزية)
- غاري مارشال على موقع تيرنر كلاسيك موفيز (الإنجليزية)
- غاري مارشال على موقع أول موفي (الإنجليزية)
- غاري مارشال على موقع بوكس أوفيس موجو (الإنجليزية)
- غاري مارشال على موقع قاعدة بيانات برودواي على الإنترنت (الإنجليزية)